# Carl Stephann

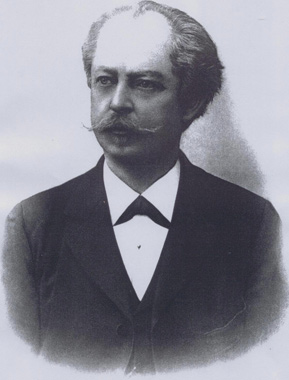
Carl Stephann

Carl Stephann (* 15. Mai 1842 in Wien; † 11. November 1919 ebenda) war ein österreichischer Architekt.

## Leben
Carl Stephann war der Sohn des Polizeibeamten Johann Stephan und entstammte sehr einfachen Verhältnissen. Nachdem der Vater früh verstorben war, musste die Mutter ihre sechs Kinder alleine großziehen. Dennoch konnte Carl (vom Schulgeld befreit) die Oberrealschule besuchen. Von 1861 bis 1865 absolvierte er die Technische Hochschule und studierte anschließend an der Akademie der bildenden Künste Wien in der Meisterschule bei Eduard van der Nüll und August Sicard von Sicardsburg.
Nach dem Studium machte Stephann zunächst Praxisjahre bei Johann Romano von Ringe und August Schwendenwein von Lanauberg sowie von 1868 bis 1873 bei Friedrich Schachner. Ab 1873 war er als selbständiger Architekt tätig. Hierbei war er sehr erfolgreich, sodass er mehrere Architekten beschäftigen konnte. Manchmal trat er auch als eigener Bauherr auf. Er war Mitbesitzer mehrerer Unternehmen, wie Sägewerken und Kiesgruben. In St. Andrä-Wördern konnte er ein größeres Anwesen erwerben.
Stephan war seit 1869 mit Marie Sonnleitner verheiratet und hatte elf Kinder mit ihr. Eine seiner Töchter war mit dem Architekten August Belohlavek verheiratet, der einige Jahre auch sein Partner war. Carl Stephann starb im 77. Lebensjahr wahrscheinlich an den Folgen der Spanischen Grippe.

## Werk
Carl Stephann war einer der erfolgreichsten Architekten der späteren Ringstraßenära. So konnte er etwa 200 Bauten errichten, hauptsächlich Wohnbauten sowohl für gehobene Ansprüche als auch schlichte Vorstadthäuser. Stilistisch begann Stephann im Historismus mit der Neorenaissance, wandte sich dann aber dem altdeutschen Stil zu. Um die Jahrhundertwende war Stephann auch dem Secessionismus gegenüber aufgeschlossen. In den Jahren vor dem Ersten Weltkrieg wandte er sich dem Neoklassizismus zu.
Stephanns bekanntestes Bauprojekt war das Vergnügungsetablissement Colosseum.
| Foto  |                 | Baujahr   | Name                                         | Standort                                                        | Beschreibung | Metadaten                                                                      |
| ----- | --------------- | --------- | -------------------------------------------- | --------------------------------------------------------------- | --- | ------------------------------------------------------------------------------ |
| ja    | Datei hochladen | 1874      | Miethaus mit Passage Adlerhof                | Wien 7, Burggasse 51 / Siebensterngasse 46 Standort             | | P84(Architekt):Carl Stephann P131(Ort):Wien Region-ISO:AT-9                    |
| BW    | Datei hochladen | 1876      | Miethaus                                     | Wien 3, Reisnerstraße 38 Standort                               | Anmerkung: Ausführung Alois Schumacher | P84(Architekt):Alois Schumacher, Carl Stephann P131(Ort):Wien Region-ISO:AT-9  |
| ja    | Datei hochladen | 1879      | Miethaus                                     | Wien 1, Börseplatz 6 Standort                                   | | P84(Architekt): P131(Ort):                                                     |
| ja    | Datei hochladen | 1879      | Miethausgruppe                               | Wien 3, Blattgasse 9–17 Standort                                | Anmerkung: Ausführung Oskar Laske senior | P84(Architekt): P131(Ort):                                                     |
| ja    | Datei hochladen | 1880      | Miethaus                                     | Wien 6, Gumpendorfer Straße 55 / Luftbadgasse 10 Standort       | | P84(Architekt): P131(Ort):                                                     |
| ja    | Datei hochladen | 1882      | Miethaus Hubatschka Wien 6                   | Wien 6, Esterhazygasse 35 Standort                              | Anmerkung: Ausführung Johann Sturany | P84(Architekt): P131(Ort):                                                     |
| BW    | Datei hochladen | 1883      | Miethaus                                     | Wien 6, Gumpendorfer Straße 77 / Hofmühlgasse 23 Standort       | | P84(Architekt): P131(Ort):                                                     |
| ja    | Datei hochladen | 1883      | Miethaus                                     | Wien 4, Schäffergasse 24 Standort                               | | P84(Architekt): P131(Ort):                                                     |
| BW    | Datei hochladen | 1886      | Miethaus                                     | Wien 6, Mariahilfer Straße 35/1 u. 2 Standort                   | Anmerkung: Innenhofhaus. Möglicherweise keine Fassade und nicht zugänglich | P84(Architekt): P131(Ort):                                                     |
| BW    | Datei hochladen | 1887      | Miethaus                                     | Wien 6, Amerlingstraße 17 Standort                              | Anmerkung: In der Quelle Amerlinggasse | P84(Architekt): P131(Ort):                                                     |
| ja    | Datei hochladen | 1889      | Miethaus F. Pringsheim                       | Wien 6, Chwallagasse 2 / Schadekgasse 3 Standort                | | P84(Architekt): P131(Ort):                                                     |
| ja    | Datei hochladen | 1890–1891 | Miethaus                                     | Wien 1, Grillparzerstraße 5 Standort                            | | P84(Architekt):Carl Stephann P131(Ort):Wien Region-ISO:AT-9                    |
| ja    | Datei hochladen | 1891      | Miethaus                                     | Wien 7, Kaiserstraße 39 Standort                                | | P84(Architekt): P131(Ort):                                                     |
| ja    | Datei hochladen | 1895      | Miethaus                                     | Wien 8, Blindengasse 18 Standort                                | | P84(Architekt):Carl Stephann P131(Ort):Josefstadt Region-ISO:AT-9              |
| ja    | Datei hochladen | 1896      | Villa                                        | Tullnerbach, Franz-Schubert-Straße 20 Standort                  | | P84(Architekt): P131(Ort):                                                     |
| ja    | Datei hochladen | 1896      | Miethaus                                     | Wien 7, Westbahnstraße 54 Standort                              | | P84(Architekt):Carl Stephann P131(Ort):Wien Region-ISO:AT-9                    |
| ja    | Datei hochladen | 1896      | Hotel Bavaria                                | Wien 6, Esterhazygasse 33 Standort                              | | P84(Architekt):Carl Stephann P131(Ort):Wien Region-ISO:AT-9                    |
| ja    | Datei hochladen | 1898      | Miethaus mit Czerninpassage                  | Wien 2, Praterstraße 52 Standort                                | Anmerkung: stark verändert | P84(Architekt):Carl Stephann P131(Ort):Wien Region-ISO:AT-9                    |
| BW    | Datei hochladen | 1898      | Miethaus                                     | Wien 9, Hahngasse 22 Standort                                   | Anmerkung: Konskriptionsnummer: 12 Rossau; das Haus stand über viele Jahre im Eigentum des Volksschauspielers Hans Moser (1880–1964) bzw. seiner Witwe                             | P84(Architekt): P131(Ort):                                                     |
| BW    | Datei hochladen | 1899      | Miethaus                                     | Wien 9, Berggasse 29 Standort                                   | | P84(Architekt): P131(Ort):                                                     |
| ja    | Datei hochladen | 1899      | Wohn- u. Geschäftshaus                       | Wien 20, Wallensteinstraße 59 Standort                          | Anmerkung: Ehemals Wallensteinstraße 67 | P84(Architekt):Carl Stephann P131(Ort):Wien Region-ISO:AT-9                    |
|       | Datei hochladen | 1899      | Wohn- u. Geschäftshaus                       | Wien 3, Ungargasse 20 Standort                                  | zerstört | P84(Architekt):Carl Stephann P131(Ort):Wien Region-ISO:AT-9                    |
| ja    | Datei hochladen | 1899      | Vergnügungsetablissement Colosseum           | Wien 9, Nussdorfer Straße 4 Standort                            | zerstört Anmerkung: mit Bildhauer Rudolf Marschall | P84(Architekt):Carl Stephann P131(Ort):Wien Region-ISO:AT-9                    |
| ja    | Datei hochladen | 1900      | Miethaus                                     | Wien 6, Stumpergasse 30 Standort                                | | P84(Architekt):Carl Stephann P131(Ort):Wien Region-ISO:AT-9                    |
| ja    | Datei hochladen | 1900      | Miethaus Königskloster-Hof                   | Wien 6, Gumpendorfer Straße 10–12 Standort                      | Anmerkung: mit August Belohlavek | P84(Architekt): P131(Ort):                                                     |
| ja    | Datei hochladen | 1900      | Miethaus                                     | Wien 8, Lerchenfelder Straße 30 Standort                        | | P84(Architekt):Carl Stephann P131(Ort):Wien Region-ISO:AT-9                    |
| ja    | Datei hochladen | um 1900   | Villa                                        | Wien 13, Maxingstraße 28a Standort                              | Anmerkung: mit August Belohlavek | P84(Architekt):August Belohlavek, Carl Stephann P131(Ort):Wien Region-ISO:AT-9 |
| ja    | Datei hochladen | 1901      | Miethaus Industriehof                        | Wien 7, Burggasse 58 Standort                                   | | P84(Architekt):Carl Stephann P131(Ort):Wien Region-ISO:AT-9                    |
| ja    | Datei hochladen | 1901      | Miethaus                                     | Wien 2, Leopoldsgasse 47 Standort                               | Anmerkung: Ein weiterer Eintrag unter dieser Adresse (Leopoldsgasse 47 / Große Sperlgasse 15) für das Jahr 1912, Erweiterung zur Großen Sperlgasse?                                | P84(Architekt):Carl Stephann P131(Ort):Wien Region-ISO:AT-9                    |
|       | Datei hochladen | 1902      | Miethaus                                     | Wien 2, Ausstellungsstraße / Stuwerstraße                       | Anmerkung: Adressangabe ungenau in der Quelle | P84(Architekt): P131(Ort):                                                     |
| ja    | Datei hochladen | 1902      | Miethaus                                     | Wien 1, Rotenturmstraße 29 Standort                             | Anmerkung: mit August Belohlavek | P84(Architekt): P131(Ort):                                                     |
| BW    | Datei hochladen | 1903      | Miethaus Mercantili-Hof                      | Wien 6, Gumpendorfer Straße 72 Standort                         | | P84(Architekt):Carl Stephann P131(Ort):Wien Region-ISO:AT-9                    |
| ja    | Datei hochladen | 1903      | Miethaus                                     | Wien 15, Sechshauser Straße 36–38 Standort                      | | P84(Architekt):Carl Stephann, Ludwig A. Fuchsik P131(Ort):Wien Region-ISO:AT-9 |
| BW    | Datei hochladen | 1903      | Miethausgruppe                               | Wien 3, Steingasse 33–37 Standort                               | | P84(Architekt): P131(Ort):                                                     |
| BW    | Datei hochladen | 1904      | Miethausgruppe Avenue-Hof                    | Wien 3, Rechte Bahngasse 10–16 Standort                         | | P84(Architekt):Carl Stephann P131(Ort):Wien Region-ISO:AT-9                    |
| ja    | Datei hochladen | 1904      | Miethaus                                     | Wien 3, Reisnerstraße 13 Standort                               | | P84(Architekt):Carl Stephann P131(Ort):Wien Region-ISO:AT-9                    |
| ja    | Datei hochladen | 1904      | Miethaus                                     | Wien 3, Neulinggasse 26 (Dannebergplatz-Viertel) Standort       | | P84(Architekt): P131(Ort):                                                     |
| ja    | Datei hochladen | 1904      | Miethaus                                     | Wien 7, Neubaugasse 44 Standort                                 | | P84(Architekt):Carl Stephann P131(Ort):Wien Region-ISO:AT-9                    |
| BW    | Datei hochladen | 1904      | Miethaus                                     | Wien 9, Hahngasse 7 Standort                                    | | P84(Architekt): P131(Ort):                                                     |
| BW    | Datei hochladen | 1904      | Miethaus                                     | Wien 9, Berggasse 33 Standort                                   | | P84(Architekt):Carl Stephann P131(Ort):Wien Region-ISO:AT-9                    |
| ja    | Datei hochladen | 1905      | Miethaus                                     | Wien 6, Mariahilfer Gürtel 2 / Gumpendorfer Straße 144 Standort | Anmerkung: Ausführung M. u. J. Sturany | P84(Architekt):Carl Stephann P131(Ort):Wien Region-ISO:AT-9                    |
| ja    | Datei hochladen | 1906–1907 | Miethaus                                     | Wien 13, Hietzinger Hauptstraße 126a Standort                   | | P84(Architekt):Carl Stephann P131(Ort):Wien Region-ISO:AT-9                    |
| ja    | Datei hochladen | 1906      | Café Dobner                                  | Wien 6, Getreidemarkt 1 Standort                                | zerstört Anmerkung: Das spiegelsymmetrische Gebäude Linke Wienzeile 2 ist bei Adolf Stöger mit Baujahr 1911 angeführt, dessen Baustil jedoch eher an Josef Hoffmann angelehnt ist. | P84(Architekt): P131(Ort):                                                     |
| ja    | Datei hochladen | 1906–1907 | Miethaus                                     | Wien 6, Getreidemarkt 1 Standort                                | | P84(Architekt): P131(Ort):                                                     |
| ja    | Datei hochladen | 1907–1909 | Miethausgruppe                               | Wien 6, Papagenogasse 1a–3 Standort                             | | P84(Architekt):Carl Stephann P131(Ort):Wien Region-ISO:AT-9                    |
|       | Datei hochladen | 1908      | Miethaus                                     | Wien 7, Seidengasse 56                                          | Anmerkung: mit Heinrich Müller. Adresse existiert nicht. Seidengasse endet bei Haus 48                                                                                             | P84(Architekt): P131(Ort):                                                     |
|       | Datei hochladen | 1910      | Entwurf für das Looshaus                     | Wien 1, Michaelerplatz 3 Standort                               | Entwurf | P84(Architekt): P131(Ort):                                                     |
| ja    | Datei hochladen | 1910      | Miethaus                                     | Wien 7, Mariahilfer Straße 95 Standort                          | Anmerkung: stark verändert | P84(Architekt): P131(Ort):                                                     |
| ja    | Datei hochladen | 1910      | Miethaus                                     | Wien 7, Kirchengasse 18 Standort                                | | P84(Architekt):Carl Stephann P131(Ort):Wien Region-ISO:AT-9                    |
|       | Datei hochladen | um 1910   | Landhaus Hadersdorf-Weidlingau               | Hadersdorf-Weidlingau                                           | Anmerkung: Adressangabe in der Quelle ungenau | P84(Architekt): P131(Ort):                                                     |
| ja    | Datei hochladen | 1910      | Miethaus                                     | Wien 7, Lindengasse 56 Standort                                 | | P84(Architekt):Carl Stephann P131(Ort):Wien Region-ISO:AT-9                    |
| ja    | Datei hochladen | 1910–1911 | Wohn- u. Fabriksgebäude                      | Wien 7, Hermanngasse 18 Standort                                | | P84(Architekt):Carl Stephann, Karl Stigler P131(Ort):Wien Region-ISO:AT-9      |
| ja BW | Datei hochladen | 1911      | Miethaus                                     | Wien 2, Taborstraße 17 / Karmeliterplatz Standort               | | P84(Architekt): P131(Ort):                                                     |
| BW    | Datei hochladen | 1911      | Miethaus                                     | Wien 2, Taborstraße 5 Standort                                  | | P84(Architekt):Carl Stephann P131(Ort):Wien Region-ISO:AT-9                    |
| ja    | Datei hochladen | 1911      | Miethaus                                     | Wien 6, Otto-Bauer-Gasse 12 Standort                            | Anmerkung: ehemals Kasernengasse | P84(Architekt):Carl Stephann P131(Ort):Wien Region-ISO:AT-9                    |
| ja    | Datei hochladen | 1911–1912 | Miethaus Industrie-Hof                       | Wien 7, Mariahilfer Straße 51 Standort                          | | P84(Architekt): P131(Ort):                                                     |
| ja    | Datei hochladen | 1912      | Miethaus                                     | Wien 4, Preßgasse 6 Standort                                    | Anmerkung: Ausführung Alois Schumacher | P84(Architekt):Alois Schumacher, Carl Stephann P131(Ort):Wien Region-ISO:AT-9  |
| ja    | Datei hochladen | 1912      | Miethaus                                     | Wien 7, Lindengasse 55 Standort                                 | | P84(Architekt):Carl Stephann P131(Ort):Wien Region-ISO:AT-9                    |
| ja    | Datei hochladen | 1912      | Miethaus                                     | Wien 7, Seidengasse 25 Standort                                 | | P84(Architekt):Carl Stephann P131(Ort):Wien Region-ISO:AT-9                    |
| ja    | Datei hochladen | 1912–1913 | Straßenhof                                   | Wien 18, Weimarer Straße 5–7 Standort                           | | P84(Architekt): P131(Ort):                                                     |
| ja    | Datei hochladen | 1913      | Grabenhotel HERIS-ID: 30446 Objekt-ID: 27191 | Wien 1, Dorotheergasse 3 Standort                               | | P84(Architekt): P131(Ort):Innere Stadt Region-ISO:AT-9                         |
| ja    | Datei hochladen | 1914      | Miethaus                                     | Wien 6, Mollardgasse 34 Standort                                | Anmerkung: Ausführung Karl Limbach | P84(Architekt): P131(Ort):                                                     |
|       | Datei hochladen | 1917–1918 | Munitionsfabrik Carl Pochtler                | Wien 14, Linzer Straße 227 Standort                             | zerstört | P84(Architekt): P131(Ort):                                                     |
| ja    | Datei hochladen | 1918      | Miethaus                                     | Wien 7, Mariahilfer Straße 88 Standort                          | verändert Umbau des 1901 von Kupka & Orglmeister als Remise und Depot errichteten Gebäudes                                                                                         | P84(Architekt): P131(Ort):                                                     |